# 자전거 발판

보통 생활형 자전거에 많이 쓰이는 종류

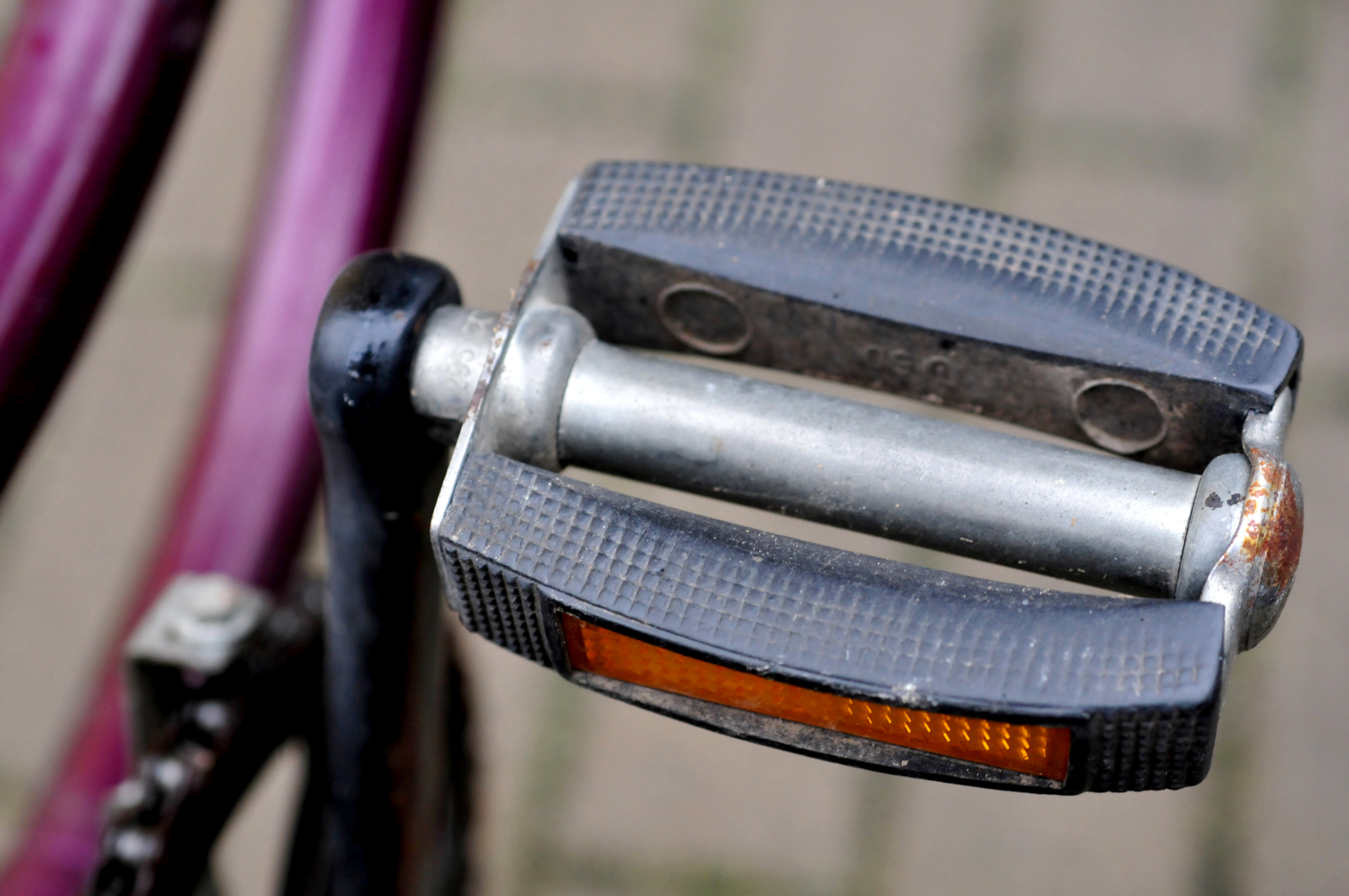

자전거 발판은 자전거를 탈 때 다리의 왕복 운동을 자전거에 전달하는 부품이다. 자전거를 타는 사람의 발(신발)이 크랭크 축을 쉽게 돌릴 수 있도록 하는 일을 한다.
자전거에 많은 힘을 보내기 위해 보통 크랭크 끝에 달려 있고, 효율적인 힘 전달을 위해 크랭크와 연결 부분에서 회전하여 항상 발과 수직이 될 수 있도록 되어 있다.
자전거 페달(영어: pedal), 자전거 발걸이로도 불리나, 대한민국 2001년 한국어 순화어 규정에 따라 될 수 있으면 순화한 용어만 쓰도록 권장되었다.

## 종류
- 평 발판(Flat pedal)

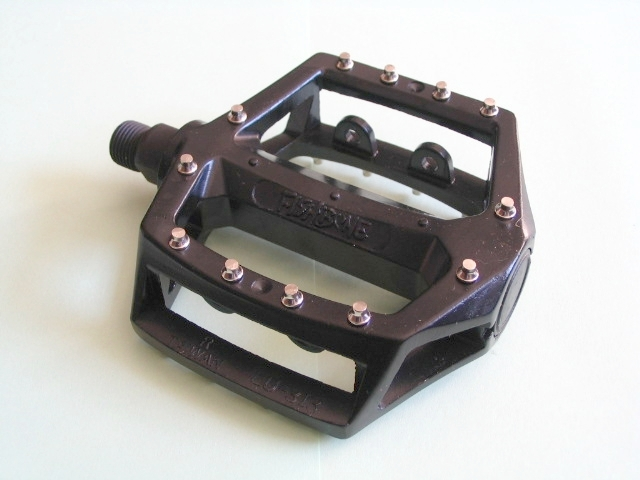
접착력을 높이기 위해 핀이 박힌 평 발판

BMX, 산악자전거에 널리 쓰이며 접지력을 키우기 위해 넓게 만들어졌다. 특히 프리라이드, 다운힐에 주로 쓰인다.
- 클립리스(Clipless pedals)

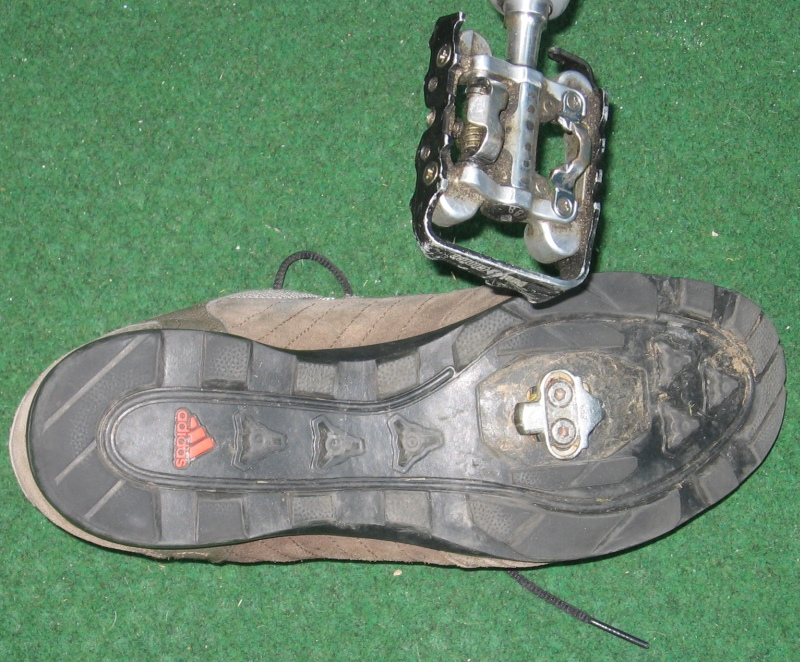
클립리스 신발과 SPD 듀얼 초이스

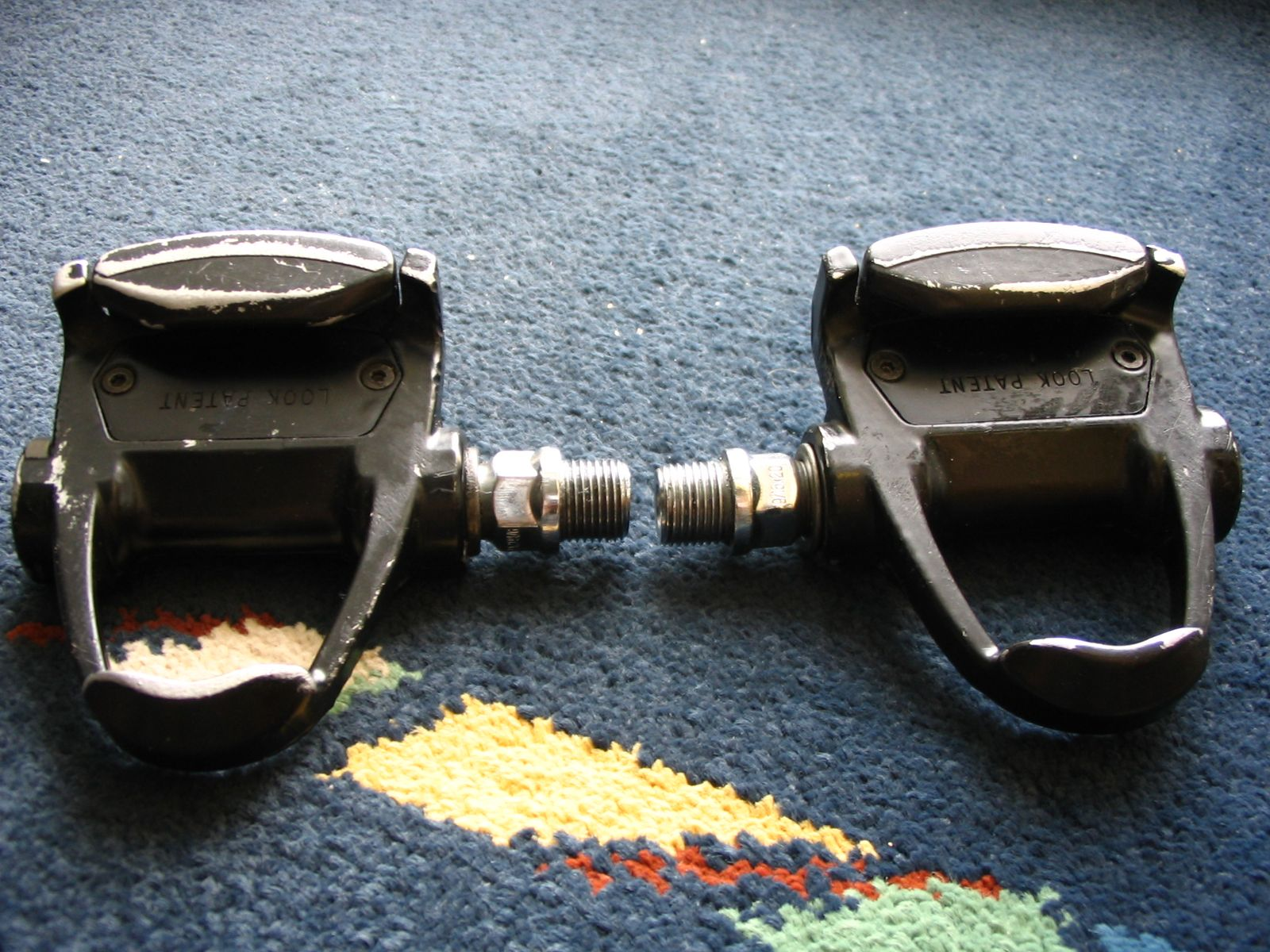
로드 룩 발판

## 같이 보기
- 크랭크셋